# Орфей
Вижте пояснителната страница за други значения на Орфей.
Орфей (на старогръцки: Ὀρφεύς; на латински: Orpheus) е герой от древногръцката митология, легендарен певец, музикант, поет и пророк, основател на религиозно-философското учение орфизъм и смятан от мнозина за най-великия певец и поет на древността. За гърците Орфей е основател на култови обряди на така наречените „орфически“ мистерии, които стават особено актуални в епохата на елинизма след завоеванията на Александър Велики. Приписват му се голямо количество химни, наричани орфически, в които възхвалява божествата на природата и се стреми да научи сънародниците си с простичка молитва да отдават почитта си към тях. Орфей е обявен и за автор на една от поемите „Аргонавтика.“ Учението му е опит да облагороди суровите нрави и да научи хората на по-висока хигиена и култура. Сред многобройните варианти на орфическите легенди най-устойчиви са тези за изумителната му дарба като музикант и певец и началото на неговия канонизиран образ на укротител на дивия свят и чудодейната му лира.
Древногръцки и други източници отбелязват тракийския произход на Орфей. Основните истории за него са съсредоточени върху способността му да очарова всичко живо и дори неживо с музиката си (обичайна сцена в мозайките на Орфей), опита му да извлече жена си Евридика от подземния свят и смъртта му от ръцете на менадите на Дионис.
Орфей е една от най-ярките и най-значимите фигури както в класическата митология, така и в западната култура като цяло. Неговият образ е въплътен в различни художествени произведения включително поезия, филми, опера, музика и живопис. Първите му изображения са от 600 г. пр.н.е. Съществуват 92 такива върху антични вази със сцени от основните орфически легенди.

## Етимология
Има няколко предположения за етимологията на името „Орфей“. Едно от тях е, че то произлиза от хипотетичен протоиндоевропейски език от корена h₃órbʰo – „сирак, слуга, роб“ и в крайна сметка от глаголния корен h₃erbʰ – „смяна на преданост, статут, собственост“. Може също така да идва от гръцкото ὄρφνη или латинското órphnē – „тъмнина“ или пък от гръцкото ὀρφανός, латинското orphanós – „без баща, сирак“.
Друга, сравнително нова теза е, че идва от старогръцката дума φάος – „светлина“.

## Митология

### Произход
Има много различни версии за произхода на Орфей. Според най-разпространената версия той е син на тракийския речен цар Еагър и музата Калиопа. Според други версии, негова майка е Полихимния или Клио, а негов баща Аполон.
Според Енциклопедията на Суда той е роден 11 поколения преди Троянската война и е живял 9 или 11 поколения. Според Иродор има двама души с името Орфей, по-късният от които е аргонавт.
Според Диодор той е син на Аполон или на тракийския цар Еагър, който е син на Ликург, цар на траките при Хелеспонт. Пак според Диодор Орфей е баща на Музей.

### Исторически и други източници
Аристотел вярва, че Орфей никога не е съществувал, но за всички други древни писатели той е истински човек, макар да е живял в далечна древност. Повечето от тях вярват, че е живял няколко поколения преди Омир. Най-ранната литературна препратка към Орфей е фрагмент от две думи на лирическия поет от VI век пр.н.е. Ибик: onomaklyton Orphēn („Орфей, известен с името“). Той не се споменава в Омир или Хезиод. Повечето древни източници приемат историческото му съществуване; Аристотел е изключение Пиндар нарича Орфей „бащата на песните“.
Гърците от класическата епоха почитат Орфей като най-великия от всички поети и музиканти. Докато Хермес изобретява лирата, Орфей я усъвършенства. Поети като Симонид казват, че музиката и пеенето на Орфей могат да очароват птиците, рибите и дивите зверове, да уговорят дърветата и скалите да танцуват и да отклонят течението на реките.
Орфей е един от шепата герои, които посещават Подземния свят и се връщат. Музиката и песента му имат власт дори над Хадес. И Еврипид, и Платон се позовават на историята за спускането му, за да вземе жена си, но не споменават нейното име, съвременен релеф (около 400 г. пр.н.е.) показва Орфей и съпругата му с Хермес. Елегичният поет Хермесианакт я нарича Агриопа и първото споменаване на нейното име в литературата е в „Плача за Бион“ (I век пр.н.е.).
Някои източници приписват на Орфей допълнителни дарове за човечеството: медицина, която по-често е под егидата на Асклепий (Ескулап) или Аполон; писане, което обикновено се приписва на Кадъм; и селско стопанство, където Орфей поема елевзинската роля на Триптолем като даващ знанията на Деметра на човечеството. Орфей е авгур и гледач; той практикува магически изкуства и астрология, основава култове към Аполон и Дионис и предписва мистериозните ритуали, запазени в орфическите текстове. Пиндар и Аполоний Родоски представят Орфей като арфист и спътник на Язон и аргонавтите.
Страбон представя Орфей като смъртен, който живее и умира в село близо до Олимп.Той печели пари като музикант и „магьосник“, израз също използван от Софокъл в Едип цар, за да характеризира Тирезий като измамник с прекомерно желание за притежание. Най-често означава шарлатан и винаги има негативна конотация. Павзаний пише за неназован египтянин, който смята Орфей за магьосник. Орфей многократно се споменава от Еврипид, където откриваме за първи път намек за връзката на Орфей с Дионис и ада: той говори за него като за свързан с музите, споменава силата на неговата песен върху скали, дървета и диви зверове, шеговитата му алюзия с Циклопите, свързва го с вакханалски оргии, приписва му произхода на свещените мистерии и поставя сцената на неговата дейност сред горите на Олимп. Еврипид също говори за Орфей в пиесата си „Хипсипила“, по-точно с лемнийския епизод на аргонавтичното пътуване. Орфей там е кормчия, а по-късно пазител в Тракия на децата на Язон от Хипсипила.
Платон (Апология, Протагор) често се позовава на Орфей, неговите последователи и неговите творби. Той го нарича син на Еагър, споменава го като музикант и изобретател, възхвалява чудотворната сила на неговата лира и дава версия на историята за слизането му в Хадес: боговете му показват само духа на изгубената му съпруга, защото той няма смелостта да умре, успява да влезе жив в Хадес и като допълнително наказание за малодушието си среща смъртта си от ръцете на жените.
Има четирима души, които са известни с името Орфей: вторият Орфей е аркадец, или, според други, кикон, от тракийската Бизалтика и е по-древен от Омир и Троянската война. Третият Орфей е от Одрисий, град в Тракия, близо до река Хебрус, но Дионисий в Суида отричат съществуването му. Четвъртият Орфей е от Кротоне, процъфтява по времето на Пизистрат.

### Орфей и Евридика
Аполон дава на сина си Орфей лира и го учи как да свири. Според легендите лирата му има седем струни. „Нищо не може да устои на красивите мелодии на Орфей, нито врагове, нито зверове“. Орфей се влюбва в Евридика, жена с красота и изящество, за която се жени и за кратко живее щастливо. Когато обаче Хименей е призован да благослови брака, той предсказва, че тяхното съвършенство няма да продължи. Малко след това пророчество, докато Евридика се скита в гората, докато бяга или танцува, тя е ухапана от змия и умира моментално. Орфей изпява мъката си чрез лирата си и както хората, така и боговете научават за неговата скръб и тъга.
В други варианти на легендата, жена му е ухапана от змия в деня на сватбата им. Орфей се опитва да я спаси от подземното царство. По някое време той решава да слезе в царството на мъртвите. Версията на мита на Овидий не обяснява решението му. Всеки друг смъртен би умрял, но Орфей отива там, защитен от боговете. Плава през Стикс, покрай призраците и душите на непознати хора. Очарова кучето Цербер, пазителят на царството на мъртвите. Орфей се явява пред бога на подземния свят Хадес и съпругата му Персефона. Орфей свири на лирата си, разтопявайки сърцето на самия Хадес, който казва на Орфей, че може да вземе Евридика със себе си, но при едно условие: тя ще го последва, излизайки от пещерата на подземния свят, но той не бива да я гледа, преди да напусне царството на мъртвите, в противен случай ще я загуби завинаги. Мислейки, че това е проста задача за такъв търпелив човек като него, Орфей е възхитен. Той благодари на боговете и отива да се възнесе обратно в света. Въпреки това, не чувайки стъпките на Евридика, той започва да се страхува, че боговете са го заблудили. Евридика всъщност е зад него, но като сянка. Тя трябва да се върне към светлината, за да стане отново пълноценна жена. Само на няколко крачки от изхода Орфей загубва вяра и се обръща, за да види жена си зад себе си и нейната сянка е хвърлена обратно в царството на мъртвите, този път завинаги.
Орфей се опитва да се върне в подземния свят, но човек не може да влезе два пъти в царството на Хадес приживе. Според различни версии на мита Орфей започва да пее траурна песен на лирата си, призовавайки за смърт, за да може завинаги да се съедини с Евридика.

### Аргонавтика
Аргонавтика е гръцка епична поема, написана от Аполоний Родоски през III век пр.н.е. Орфей участва в това митично приключение на Язон и аргонавтите, осъществили похода за Златното руно към Колхида. Той използва уменията си, за да помогне на своите спътници. Хирон казва на Язон, че без помощта на Орфей аргонавтите вероятно никога не биха могли да преминат безопасно през сирените – същите тези сирени, които Одисей също среща в епичната поема на Омир „Одисея“.
Сирените са митични същества, които живеят на три малки скалисти острова и пеят красиви песни, за да примамват моряците при тях, което довежда до разбиването на корабите им в скалистите брегове на островите. Когато Орфей чува гласовете им, той веднага изважда лирата си и започва да свири омайваща музика, която е по-силна и по-красива от тази на сирените, заглушавайки омагьосващите им песни. Според елинистическия елегичен поет Фанокъл от III век пр.н.е. Орфей обича младия аргонавт Калаид, „сина на Бореад, с цялото си сърце и често ходи в сенчести горички, все още пеейки за своето желание.
В орфическата Аргонавтика, написана на гръцки език, предполага се в IV век, Язон играе второстепенна роля. Главният герой на тази поема е Орфей, благодарение на който аргонавтите успяват да получат златното руно.

### Смърт
Намесата му в религиозната доктрина за отвъдния живот и пътя към безсмъртието, с която влиза в противоречие с официалната тракийска царска идеология, е вероятната причина за неговата трагична гибел. В крайна сметка той умира от зверове, които го разкъсват, или от разярени менади. Според друга версия Зевс решава да го удари с мълния, страхувайки се, че Орфей ще разкрие тайните на подземния свят на хората.
Според късноантично резюме на изгубената пиеса на Есхил „Басариди“, Орфей към края на живота си презира поклонението на всички богове, с изключение на слънцето, което той нарича Аполон. Една ранна сутрин той отива при оракула на Дионис в планината Кушница, за да поздрави своя бог на разсъмване, но е разкъсан на парчета от тракийските менади, защото не почита предишния си покровител (Дионис) и е погребан в Пиерия. Смъртта му е аналогична на смъртта на Пентей, който също е разкъсан от Менадите и се предполага, че култът към орфическата мистерия разглежда Орфей като паралелна фигура или дори въплъщение на Дионис. И двамата правят подобни пътувания в Хадес, а Дионис-Загрей претърпя идентична смърт. Павзаний пише, че Орфей е погребан в Дион и че там е срещнал смъртта си. Той пише, че реката Хеликон е потънала под земята, когато жените, които убиват Орфей, отмиват изцапаните си с кръв ръце в нейните води. Други легенди твърдят, че Орфей става последовател на Дионис и разпространява своя култ по цялата земя. В тази версия на легендата се казва, че Орфей е разкъсан на парчета от жените на Тракия заради неговото невнимание към тях.
Чувствайки се отхвърлени от Орфей за това, че той взима само мъже за любовници, циконианките, последователки на Дионис, първо хвърлят пръчки и камъни, докато свири, но музиката му е толкова красива, че дори скалите и клоните отказват да го ударят. Вбесени, жените го разкъсват на парчета по време на лудостта на техните вакханически оргии. На рисунката на Албрехт Дюрер от 1494 г. за смъртта на Орфей, базирана на оригинал, загубен от Андреа Мантеня, високо в дървото над него има надпис „Орфей, първият педераст“.
Главата и лирата му, все още пеейки скръбни песни, се носят по река Хебрус в морето, след което ветровете и вълните ги пренасят на остров Лесбос, в град Метимна. Там жителите погребват главата му и в негова чест построяват светиня близо до Антиса. Там неговият оракул пророкувал, докато не е заглушен от Аполон. В допълнение към хората от Лесбос, гърците от Йония и Етолия се консултират с оракула и репутацията му се разпространява чак до Вавилон.
Лирата на Орфей е пренесена на небето и е поставена сред звездите. Музите също събират фрагментите от тялото му и ги погребват в под планината Олимп, където славеите пеят на гроба му. След като река Сис наводнява мястото, македонците отнасят костите му в Дион. Душата на Орфей се връща в подземния свят, където се събира отново с любимата си Евридика.
Друга легенда поставя гробницата му в Дион, близо до Пидна в Древна Македония. В друга версия на мита Орфей пътува до Аорнум в Теспротия, Епир до стар оракул за мъртвите. В крайна сметка Орфей се самоубива от скръбта си, като не може да намери Евридика.
Други казват, че Зевс е разгневен на Орфей и праща гръмотевица, която го убива.

## Други
На Орфей е наречена улица в квартал „Лозенец“ в София (Карта).